# Julio Velásquez Giacarini
Julio Enrique Velásquez Giacarini (Lima, 19 de agosto de 1932 - 19 de febrero de 2025) fue un general de división retirado del Ejército Peruano que ocupó el cargo de Ministro de Defensa del Perú entre 1989 y 1990, durante el primer gobierno de Alan García.

## Biografía
Ingresó a la Escuela Militar de Chorrillos, de donde egresó en 1956 para iniciar su carrera militar.
Durante el gobierno de Juan Velasco Alvarado, era ya comandante y ejerció entonces como jefe de la zonal del SINAMOS de Trujillo. Ya con el grado de coronel, pasó a ser agregado militar en Buenos Aires. Regresó al Perú para asumir la dirección de la Escuela Militar.
Ya era general de brigada cuando, de enero a agosto de 1985, ejerció como director de la Escuela Superior de Guerra.

### Ministro de Estado
El 15 de mayo de 1989, siendo ya general de división en retiro, fue nombrado Ministro de Defensa del primer gobierno de Alan García, integrando un renovado gabinete ministerial presidido por Luis Alberto Sánchez y en el que también estaban César Vásquez Bazán como ministro de Economía y Finanzas, y Agustín Mantilla como ministro del Interior. Fue el segundo titular de dicha cartera, fundada en 1987 al unificarse los antiguos ministerios de Guerra, Marina y Aviación.
El 6 de junio de 1989, Velázquez Giacarini expuso las acciones que preparaba el gobierno para enfrentar a la subversión, y describió la distribución espacial y numérica de los grupos subversivos en el territorio nacional. También anunció el reforzamiento del servicio de inteligencia, la organización de autodefensas campesinas (llamadas rondas campesinas), la preparación especializada de las fuerzas militares y policiales, la ofensiva contra los grupos proterroristas en el extranjero y, finalmente, la creación de un fondo de financiamiento para la lucha antisubversiva.
Durante su gestión ministerial, ocurrió el asesinato del general y exministro de Defensa Enrique López-Albújar Trint, perpetrado por un comando del MRTA, el 9 de enero de 1990. Velásquez Giacarini asumió la responsabilidad política del caso y presentó su renuncia ante el presidente Alan García. Pero este lo ratificó, permaneciendo así en el cargo hasta el fin del gobierno aprista, el 28 de julio de 1990.
Su participación protagónica en la lucha contra el terrorismo motivó que su nombre haya estado asociado con denuncias de violaciones de derechos humanos, particularmente en los casos de desapariciones forzadas de personas. Aunque fue sometido a investigaciones, no se le pudo probar alguna relación directa con esos hechos.

### Dirigente deportivo
Como dirigente deportivo ha estado ligado al Club Sport Boys del Callao. En la década de 2000 fue presidente de la Asociación Deportiva de Fútbol Profesional (ADFP), cargo al que renunció en 2007. También fue presidente de la Comisión Seleccionadora de Fútbol para las eliminatorias a la Copa Mundial de Fútbol de 2006.